# TIFF (tidning)
TIFF (Teknisk information för försvarsmaterieltjänst) är en tidskrift (ISSN 0347-0601) som sedan år 1967 utges av Försvarets materielverk på uppdrag av Försvarsmakten. Syftet och bakgrunden med tidningen är att informera och utbilda personal som jobbar med teknisk tjänst åt Försvarsmakten. Tidningen distribueras kostnadsfritt med fyra nummer per år.